# 瓊·葛茲
強納森·法蘭西斯·葛茲（英語：Jonathan Francis Gries，1957年6月17日—），美國男演員、編劇和MV導演。知名於電影《拿破崙炸藥》（2004年）而提名獨立精神獎最佳男配角。其他作品如電視劇《馬丁》（1992年至1994年）、《伪装者》（1996年至2000年）、《LOST檔案》（2007年至2010年），以及電影《天才反擊》（1985年）、《驚懼幻象》（1986年）、《雙星趕月》（1986年）、《除魔特攻隊》（1987年）和《即刻救援》（2008年）。2016年起主演電視劇《梦公司》。
除了演員外，葛茲也時常執導音樂藝人的MV，如Low Profile的〈支付亞杜斯〉（Pay Ya Dues，1989年）。

## 早期生活
強納森·法蘭西斯·葛茲出生於加利福尼亞州格倫代爾，演員瑪麗·埃莉諾·芒迪（Mary Eleanor Munday）和導演、編劇兼任製片人湯姆·葛茲。他的首次出鏡為11歲那年，在父親編導、卻爾登·希斯頓主演的《五獄英雄》（1968年）中擔任配角。

## 外部連結
- 瓊·葛茲在互联网电影资料库（IMDb）上的資料（英文）